# Peristeri Basketball Club
Il Peristeri B.C. o Peristeri B.C. Atene è una società cestistica avente sede a Peristeri, comune della prefettura di Atene, in Grecia. Il nome completo della squadra è Gymnastikos Syllogos Peristeriou K.A.E. (Γυμναστικός Σύλλογος Περιστερίου K.A.E.). Fa parte della polisportiva G.S. Peristeri (Γ.Σ. Περιστερίου). La sezione cestistica è stata fondata nel 1971 e gioca nel campionato greco.
Disputa le partite interne nella Peristeri Indoor Hall, che ha una capacità di 4.000 spettatori.

## Roster 2021-2022
Aggiornato al 25 agosto 2021.
|    | Naz.                   | Ruolo | Sportivo             | Anno | Alt. | Peso | Note |
| -- | ---------------------- | ----- | -------------------- | ---- | ---- | ---- | ---- |
| 1  | Stati Uniti (bandiera) | A     | Erik McCree          | 1993 | 203  | 102  |      |
| 2  | Angola (bandiera)      | C     | Yanick Moreira       | 1991 | 211  | 100  |      |
| 5  | Stati Uniti (bandiera) | AP    | Terran Petteway      | 1992 | 198  | 98   |      |
| 6  | Grecia (bandiera)      | G     | Dīmītrīs Mōraitīs    | 1999 | 194  | 82   |      |
| 15 | Grecia (bandiera)      | AG    | Linos Chrysikopoulos | 1992 | 208  | 102  |      |
| 44 | Stati Uniti (bandiera) | G     | Ian Miller           | 1991 | 191  | 84   |      |
| 55 | Stati Uniti (bandiera) | P     | Josh Hagins          | 1994 | 185  | 82   |      |
| 16 | Albania (bandiera)     | C     | Xhulian Tola         | 2003 | 211  |      |      |
| 19 | Grecia (bandiera)      | P     | Dīmītrīs Katsivelīs  | 1991 | 198  | 96   |      |
| 21 | Stati Uniti (bandiera) | C     | Chad Brown           | 1996 | 206  | 111  |      |
| 22 | Grecia (bandiera)      | A     | Chrīstos Saloustros  | 1990 | 202  | 93   |      |
|    | Grecia (bandiera)      | P     | Īlias Manias         | 2003 | 185  | 75   |      |
|    | Grecia (bandiera)      | AP    | Iōannīs Efstathiadīs | 2003 | 198  |      |      |

### Staff tecnico
| Allenatore: | Milan Tomić       |
| Assistente: | Kōstas Papamarkos |

## Palmarès
- A2 Basket League: 3

1988-1989, 2008-2009, 2017-2018

## Cestisti
- Bryan Defares 2004-2005